# Midnight City
Midnight City – singel francuskiego zespołu M83 wydany w 2011 roku.

## Lista utworów
- Digital download (15 sierpnia 2011)[1]

1. „Midnight City” – 4:03

## Teledysk
Teledysk do utworu wyreżyserowany przez Fleur & Manu został opublikowany 17 października 2011 roku.

## Notowania na listach przebojów
| Kraj              | Lista (2015/2016)   | Najwyższa pozycja | Certyfikat | Sprzedaż  |
| ----------------- | ------------------- | ----------------- | ---------- | --------- |
| Francja           | Top 200 Singles     | 8                 | platyna    |           |
| Belgia (Walonia)  | Ultratop 50 Singles | 18                | –          |           |
| Belgia (Flandria) | Ultratop 50 Singles | 32                | –          |           |
| Wielka Brytania   | Singles Top 100     | 34                | złoto      | 400 000   |
| Australia         | Top 50 Singles      | 37                | –          |           |
| Irlandia          | Top 100 Singles     | 61                | –          |           |
| Szwajcaria        | Singles Top 75      | 66                | –          |           |
| Włochy            | Top 100 Singles     | –                 | złoto      | 25 000    |
| Stany Zjednoczone | Hot 100             | –                 | platyna    | 1 000 000 |